# Próba jądrowa w Korei Północnej 25 maja 2009 roku

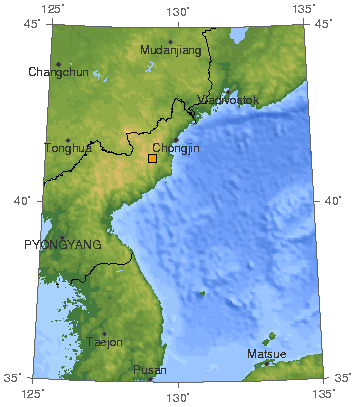

Próby jądrowe w Korei Północnej 25 maja 2009 roku – w poniedziałek rano koreańskie wojsko przeprowadziło próbę z bombą atomową. Szacuje się, że bomba ta miała moc 10-20 kiloton trotylu, czyli porównywalną z bombą zrzuconą w 1945 roku przez amerykańskie lotnictwo na Hiroszimę i Nagasaki. Według wstępnych informacji, eksplozja była znacznie silniejsza od poprzedniej bomby (5-15 kiloton trotylu) wypróbowanej przez Koreańczyków w październiku 2006 roku.
W swoim komunikacie komunistyczny rząd w Pjongjangu oświadczył:
„Tak długo, jak stosuje się wobec nas sankcje, będziemy nadal podejmować konieczne, odpowiednie przedsięwzięcia dla obrony naszej suwerenności i pokoju na Półwyspie Koreańskim naszymi własnymi siłami”.

## Reakcje międzynarodowe
- Stany Zjednoczone – w odpowiedzi na zaistniałą sytuację Condoleezza Rice oświadczyła, że północnokoreański test atomowy to naruszenie międzynarodowego prawa oraz zagrożenie dla bezpieczeństwa i pokoju w regionie. Podobnie na ten temat wyraził się prezydent USA Barack Obama[3].

- Polska – Radosław Sikorski określił postępowanie Korei Północnej słowami: „Mam wrażenie, że Korea Północna wobec totalnej klęski swojego modelu ustrojowego igra z ogniem.” Szef polskiego MSZ podkreślił też, że jeśli kierownictwo północnokoreańskie sądzi, że uzyska korzyści polityczne z tego działania, to „może się przeliczyć”[4].

- Iran – prezydent Mahmud Ahmadineżad oświadczył na poniedziałkowej konferencji prasowej, iż Teheran nie współpracuje z Pjongjangiem ani w dziedzinie technologii rakietowych, ani nuklearnych[1]

- Niemcy – w poniedziałek rzecznik niemieckiego MSZ oświadczył, że północnokoreańska próba nuklearna była „nieodpowiedzialną prowokacją” oraz wezwał Pjongjang do wstrzymania takich działań[5].

- Chiny – Chiny oświadczyły, że ich zdecydowany sprzeciw został wywołany przez przeprowadzoną próbę nuklearną, zaś oficjalna agencja Xinhua cytując Ministerstwo Spraw Zagranicznych Chińskiej Republiki Ludowej podała: „Chiński rząd jest zdecydowanie przeciwny testowi nuklearnemu przeprowadzonemu przez Koreańską Republikę Ludowo-Demokratyczną”[5].

- Japonia – Japonia zapowiedziała, iż zażąda jak najszybszego zwołania posiedzenia Rady Bezpieczeństwa ONZ. W oświadczeniu japońskiego rzecznika rządu Takeo Kawamury podkreślono, iż Tokio „nie będzie tolerować północnokoreańskich prób jądrowych i podejmie zdecydowanie działania”. W Kraju Kwitnącej Wiśni powołano już specjalną grupę zadaniową, która ma zbadać ową sprawę[5].

- Rosja – Rosja oświadczyła, że próba jądrowa w Północnej Korei narusza rezolucję ONZ, zaś ostatnie posunięcia Pjongjangu zagrażają bezpieczeństwu i stabilności w regionie Azji Północno-Wschodniej. Jak jednak możemy się z rosyjskiej agencji ITAR- TASS, powołującej się na anonimowe źródło z ambasady północnokoreańskiej w Moskwie:„Korea Północna może przeprowadzić więcej prób nuklearnych, jeśli USA dalej będzie próbować zastraszać Pjongjang”[5].

- Francja – z oświadczenia francuskiego MSZ wynika, że Paryż będzie zabiegać o zaostrzenie sankcji wobec Pjongjangu[5].

- Wielka Brytania – brytyjski premier Gordon Brown w Londynie „w jak najsilniejszych słowach” potępił próby atomową oraz rakietowe, przeprowadzone przez Pjongjang. Zastrzegł, iż „społeczność międzynarodowa może traktować Koreę Północną jako partnera jedynie w sytuacji, gdy kraj ten będzie działał odpowiedzialnie; w przeciwnym razie Korea Północna może spodziewać się dalszej izolacji”[5].

- ONZ – przedstawiciel Rosji Witalij Czurkin, sprawujący rotacyjne przewodnictwo w najwyższym organie Organizacji Narodów Zjednoczonych powiedział, że jego członkowie „wyrazili zdecydowany sprzeciw i potępili test”. Dodał, że próba atomowa w Korei Północnej jest pogwałceniem zapisów rezolucji numer 1718 Rady Bezpieczeństwa ONZ, która została uchwalona w reakcji na pierwszą północnokoreańską próbę jądrową z października 2006 roku. Sekretarz generalny ONZ Ban Ki-moon wezwał Radę Bezpieczeństwa do podjęcia koniecznych w tej sytuacji kroków[5].